# Chromis xanthura
Chromis xanthura (Bleeker, 1854) è un pesce osseo appartenente alla famiglia Pomacentridae e alla sottofamiglia Chrominae.

## Distribuzione e habitat
La specie è diffusa nelle zone tropicali dell'Oceano Indiano orientale e dell'Oceano Pacifico occidentale. Il suo areale si estende dalle Cocos fino all'Indonesia meridionale, raggiunge a est le isole Marchesi e Pitcairn, a sud la Nuova Caledonia e a nord le isole Izu in Giappone. Ci sono segnalazioni dalle Maldive, da Taiwan e dalle isole principali del Giappone. 
Si trova frequentemente lungo le cadute verticali della parte esterna delle barriere coralline ma anche nei pressi delle barriere costiere in acqua bassa. Gli adulti stazionano in sciami poco coesi nell'acqua aperta sopra i coralli mentre i giovanili vivono nei pressi del fondale. Si può trovare a profondità fra 3 e 40 metri.

## Descrizione
L'aspetto è quello tipico del genere Chromis. La colorazione dell'adulto è molto variabile, nelle popolazioni delle Isole Marianne può essere assente il colore chiaro nella parte posteriore del corpo. Normalmente la livrea va da grigio antracite a nera metallica nella parte anteriore del corpo mentre è biancastra nella parte posteriore, le due colorazioni sono divise da una linea netta subverticale, il colore scuro copra due terzi circa del corpo mentre la parte chiara comunemente comprende solo il peduncolo caudale, la pinna caudale e gli ultimi raggi molli posteriori delle pinne dorsale e anale. Nell'areale indopacifico che occupa esistono altre specie come Chromis iomelas, C. dimidiata e C. margaritifer che hanno un pattern di colorazione simile e si possono distinguere grazie alla maggiore o minore estensione della colorazione scura. I giovanili sono grigio scuro brillante o blu metallico con pinna caudale giallo arancio vivace.
Raggiunge i 17 cm di lunghezza.

## Biologia

### Alimentazione
Si nutre di zooplancton.

### Riproduzione
È una specie ovipara, le uova aderiscono al fondale e vengono sorvegliate dal maschio. Il nido viene costruito in piccoli spiazzi sabbiosi in posizioni riparate.

## Acquariofilia
Si trova abbastanza frequentemente sul mercato acquariofilo.